# Церква Введення в храм Пресвятої Богородиці (Зарудечко)
Церква Введення в храм Пресвятої Богородиці в Зарудечкому — парафія і храм греко-католицької громади Збаразького деканату Тернопільсько-Зборівської архієпархії Української греко-католицької церкви в селі Зарудечко Тернопільського району Тернопільської области.

## Історія церкви
Парафія була утворена у 1998 році, і з того часу її храм розташований у будівлі колишнього римо-католицького костелу, який звели у 1902 році.
Того ж року, у 1998 році, храм відвідав та освятив владика Михаїл Сабрига.

## Парохи
- о. Володимир Хомкович,
- о. Василь Шайда,
- о. Іван Рудий,
- о. Олег Яриш,
- о. Омелян Колодчак (з 2003).